# 華竜1号

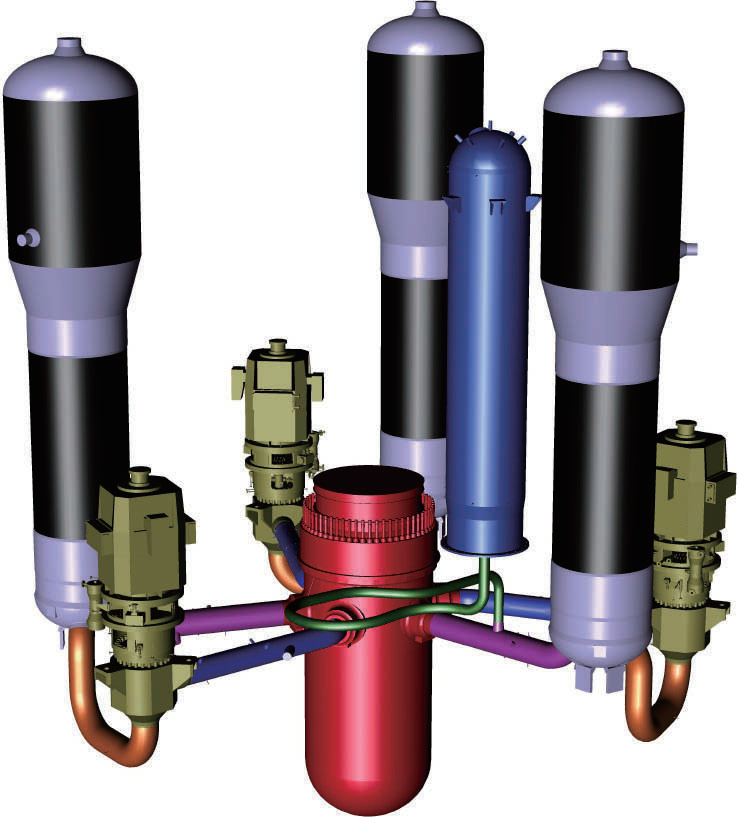
一次冷却系図
- 赤: 原子炉圧力容器
- 紫: 蒸気発生器
- 青: 加圧器
- 緑: ポンプ3ループ設計(紫と緑が3セット)。

華竜1号（中国語: 华龙一号; ピンイン: Huálóng yī hào）は中国広核集団(CGN)と中国核工業集団(CNNC)によって共同開発された第3世代 加圧水型原子炉。
CGN版とその派生形輸出版は、HPR-1000と呼ばれる。メディアでは一般的に「ACPR1000」および「ACP1000」と誤って呼ばれているが、これらは実際にはCGNおよびCNNCによる初期の原子炉設計計画である。
福清原子力発電所5号機は、華竜1号が2021年1月30日に商業運転を開始した最初の発電所である。

## 設計

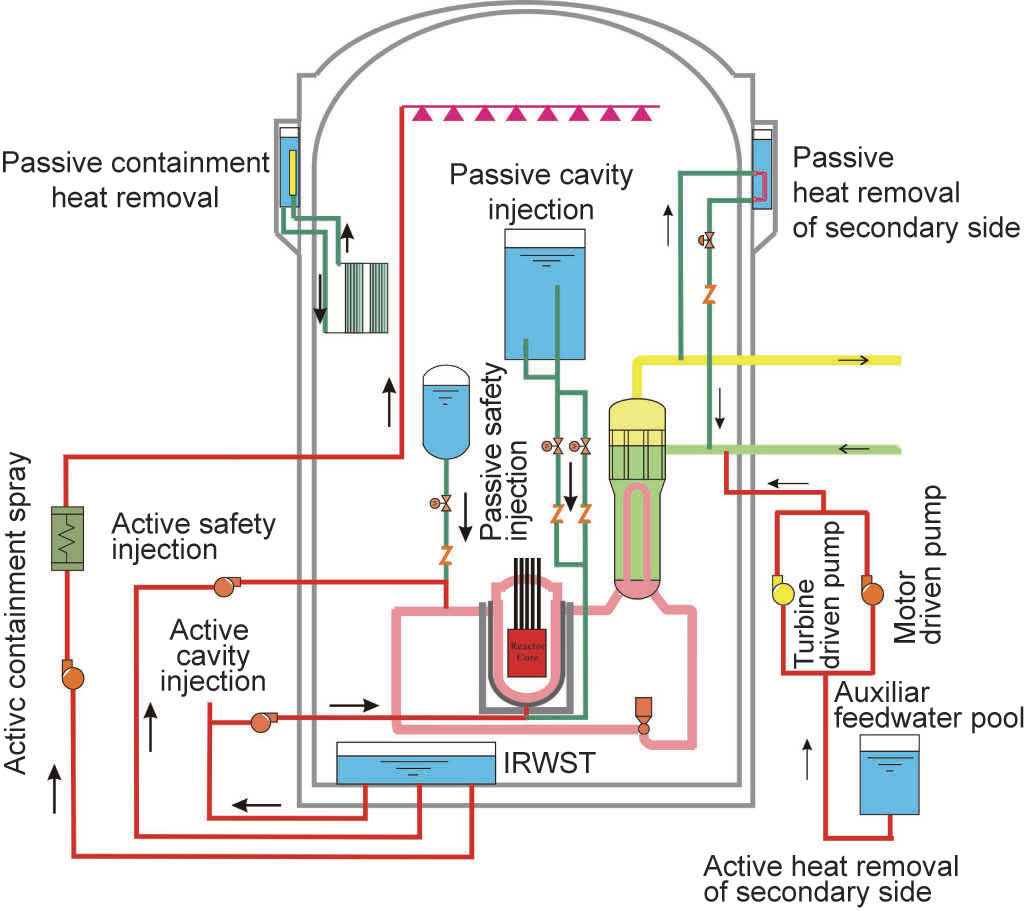
HPR1000（華竜1号）のアクティブおよびパッシブ冷却システム
- 赤線: アクティブシステム
- 緑線: パッシブシステム
- IRWST: 封じ込め中の給油水貯蔵タンク

華竜1号は中国広核集団(CGN)と中国核工業集団(CNNC)によって共同開発され、CGNの3ループACPR-1000およびCNNCのACP-1000に基づいており、これらはフランスのM310に基づいている。
2012年、北京の中央計画担当者は、CGNおよびその他の大規模な原子力建設業者および運営者であるCNNCに、第3世代原子炉の設計プログラムを「合理化」するよう指示した。つまり、CGNのACPR1000とCNNCのACP1000は、どちらもフランスの第2世代 M310に基づいており、1つの標準化された設計華竜1号に「統合」された。統合後、両社は独自のサプライチェーンを維持し、華竜1号のバージョンはわずかに異なる（CGNによって構築されたユニットはACPR1000の一部の機能を保持する）が、設計は標準化されていると見なされる。 その構成要素の約85％は国産になる。
華竜1号の電力出力は、グロス1170MWe、ネット1090MWe、設計寿命は60年で、パッシブおよびアクティブセーフティシステムと二重封じ込めを組み合わせて使用する。それは18か月(間隔)の(核燃料)補給サイクルと177のアセンブリコア設計を持ち、発電所の稼働率は90％にも達する。CNNCは、アクティブおよびパッシブの安全システム、二重層封じ込め、およびその他の技術が最高の国際安全基準を満たしていると述べている。
CNNCによると、華竜1号の建設費は1kWあたり17,000元とのこと。
2014年初めに、統合された設計が予備設計から詳細設計に移行することが発表された。当初、統合された設計はACC1000と呼ばれる予定だったが、最終的には華龍1号と呼ばれるようになった。2014年8月末、中国の規制当局は、華龍1号が第3世代の設計であり、知的財産権が中国で完全に保持されていることに満足した。中国のメディアは全てのコアコンポーネントが中国で製造され、そしてすべてのコアコンポーネントを国内で生産できるようにするため中国全土の17の大学と研究機関、58の国有企業、140を超える民間企業が華竜1号の開発に取り組んだと報じている。

### EU承認
2021年11月、欧州ユーティリティ要件（EUR）機構は、2017年8月に開始された4段階のプロセスの後、華竜1号（HPR1000）が準拠していることを正式に認定した。要件は、原子力発電所が効率的かつ安全に運転するための幅広い条件をカバーしていた。

### UK承認
2022年2月、英国の規制当局は、華竜1号（HPR1000）が2017年8月に開始された4段階の一般設計評価（GDA）に合格し、英国での建設に適していると発表した(おそらくブラッドウェルB原子力発電所プロジェクト)。原子力規制局は設計承認確認（DAC）を発行し、英国環境庁は設計承認声明（SoDA）を発行した。
ONRの主任原子力検査官マーク・フォイ曰く
「英国のHPR1000設計は、英国で期待される高レベルの安全性とセキュリティに対して評価されており  -私の専門の検査官の広い範囲によって行われた厳密で詳細な評価の後- 設計承認確認を発行します。これは、英国のHPR1000設計が英国での展開に適していると考えることを意味します。」
英国環境庁の原子力規制マネージャーであるSaffron Price Finnertyは、次のように付け加えた:

「英国のHPR1000の厳密な評価を完了し、私たちが期待する高い基準を満たすことができると結論付けました。これが、英国HPR1000の設計許容性に関する声明を、この設計のパートナーである中国広核、EDF、およびGeneral Nuclear International Ltdに発行する理由です。」

## 建設
最初に建設される原子炉は福清5・6号機（福建省）。 続いて防城港3・4号機（広西省）、漳州1・2号機（福建省）、太平1・2号機（広東省）、山青1・2号機（浙江省）が建設される。福清5号機は2021年1月30日に商業運転を開始した。パキスタンでは華竜1号が5基、カラチ原子力発電所で4基、チャシュマ原子力発電所で1基が計画されており、そのうち2基がカラチで建設中である。別の華竜1号原子炉の建設は、アルゼンチンで2020年に開始される予定だったが、2021年の時点で、プロジェクトはまだ交渉中であったがしかし、交渉が行き詰まり、プロジェクトは2021年に再開され、2022年半ばに建設が開始され、2028年までに完成する予定である。

## 中国
| 名前   | #号機 | 状態   | 着工           | 送電網接続     |
| ------ | ----- | ------ | -------------- | -------------- |
| 昌江   | 3     | 建設中 | 2021年03月31日 |                |
| 昌江   | 4     | 建設中 | 2021年12月28日 |                |
| 防城港 | 3     | 建設中 | 2015年12月24日 | 2023年1月10日  |
| 防城港 | 4     | 建設中 | 2016年12月23日 |                |
| 福清   | 5     | 操業中 | 2015年05月07日 | 2020年11月27日 |
| 福清   | 6     | 操業中 | 2015年12月22日 | 2022年01月01日 |
| 三澳   | 1     | 建設中 | 2020年12月31日 |                |
| 三澳   | 2     | 建設中 | 2021年12月31日 |                |
| 太平嶺 | 1     | 建設中 | 2019年12月26日 |                |
| 太平嶺 | 2     | 建設中 | 2020年10月15日 |                |
| 漳州   | 1     | 建設中 | 2019年10月16日 |                |
| 漳州   | 2     | 建設中 | 2020年09月04日 |                |

## パキスタン
| 名前    | #号機           | 状態   | 着工           | 送電網接続     |
| ------- | --------------- | ------ | -------------- | -------------- |
| カラチ  | K2 (KANUPP-2)   | 操業中 | 2015年08月20日 | 2021年03月18日 |
| カラチ  | K3 (KANUPP-3)   | 操業中 | 2016年05月31日 | 2024年 3月4日  |
| Chashma | C5 (CHASNUPP V) | 建設中 |                |                |

## アルゼンチン
| 名前   | #号機 | 状態       | 着工 | 送電網接続 |
| ------ | ----- | ---------- | ---- | ---------- |
| Atucha | 3     | 契約に署名 |      |            |

## 国際的なマーケティング
2015年12月、CGNとCNNCは、華竜1号を海外市場で宣伝するための合弁会社として、華竜国際原子力技術株式会社を設立することに合意し、2016年3月に正式に発足した。
2017年1月19日、英国原子力規制局(ONR)は、ブラッドウェル原子力発電所での展開の可能性に先立って、2021年に完了する予定の華竜1号の一般設計評価プロセスを開始した。
2017年11月16日、ONRと環境庁は、英国HPR-1000原子炉の一般設計評価の次の段階に進んでいることを発表した。ステップ2はこの日に正式に開始され、約12か月かかる予定。
英国のHPR-1000の一般設計評価プロセスの目標タイムスケールは、ステップ1の開始から約5年である。

## 華竜2号
CNNCは、2024年までに華竜2号という名前の後続バージョンの構築を開始する予定である。これは、同様のテクノロジーを使用したより経済的なバージョンであり、構築に1年もかからず、建設コストも約4分の1少なくなる。